# WeGame
WeGame ist eine Internet-Vertriebsplattform für Computerspiele und Software des chinesischen Technologiekonzerns Tencent, die sich auf den einheimischen Markt konzentriert. Die Plattform wurde im April 2017 angekündigt und ging am 1. September 2017 online. Sie führt die Entwicklung des Vorgängerprojektes Tencent Games Plattform (TGP) fort und erweitert diese um multimediale Inhalte und die Kommunikation der Spieler untereinander, wobei der Fokus der Angebote auf Inhalten für den PC liegt. Ebenso ermöglicht das System die Online-Verteilung, Wartung (Patchen) und Überwachung (DRM) der Spiele. Zum Februar 2020 hatte das System 70 Millionen aktive Nutzer im Monat.
Unter dem Namen WeGame X wird seit April 2019 eine Erweiterung des Vertriebs im globalen Maßstab umgesetzt, womit die Plattform in direkte Konkurrenz zu Anbietern wie Steam tritt.